# Mafalda Vilhena
Ana Mafalda Furtado Vilhena, mais conhecida como Mafalda Vilhena (Lisboa, 24 de Abril de 1973), é uma actriz portuguesa.
É casada desde 2002 com o também actor Pepê Rapazote, de quem tem duas filhas: Júlia Vilhena Rapazote (2005) e Leonor Vilhena Rapazote (Dezembro de 2009). É sobrinha de Joaquim Furtado, que foi jornalista, e prima de Catarina Furtado (actriz e apresentadora).

## Trabalhos
É maioritariamente conhecida pelos seus trabalhos de televisão como:
| Ano         | Projeto                        | Papel                             | Notas                        | Canal |
| ----------- | ------------------------------ | --------------------------------- | ---------------------------- | ----- |
| 1996        | Roseira Brava                  | Namorada de Zé Carlos             | Elenco Adicional             | RTP1  |
| 1997        | Senhores Doutores              | Ema                               |                              | SIC   |
| 1998        | Terra Mãe                      | Atriz no teatro                   | Elenco Adicional             | RTP1  |
| 1998 - 1999 | Médico de Família              | Isabel                            | Participação                 | SIC   |
| 1999        | Jornalistas                    | Madalena                          | Elenco Adicional             | SIC   |
| 1999        | O Fura-Vidas                   | Pilar                             | Elenco Adicional             | SIC   |
| 1999        | Diário de Maria                | Ana                               | Participação                 | RTP1  |
| 2000        | Capitão Roby                   | Tina                              | Elenco Principal             | SIC   |
| 2000        | Crianças SOS                   | Joana Gaudêncio                   | Elenco Principal             | TVI   |
| 2000        | As Pupilas do Senhor Doutor    | Sherazade                         | Elenco Principal             | TVI   |
| 2001        | A Febre do Ouro Negro          | Clara                             | Elenco Principal             | RTP1  |
| 2001        | A Minha Família É uma Animação | Isabel                            | Participação Especial        | SIC   |
| 2001        | Ganância                       | Maria Teresa                      | Elenco Principal             | SIC   |
| 2002        | Sonhos Traídos                 | Susana Garrido                    | Antagonista                  | TVI   |
| 2002        | Super Pai                      | Eduarda                           | Elenco Principal             | TVI   |
| 2004        | Só Gosto de Ti                 | Paula                             | Elenco Principal             | SIC   |
| 2004 - 2005 | Maré Alta                      | Passageira                        | Participação Especial        | SIC   |
| 2004 - 2005 | Inspetor Max                   | Cândida Garcia                    | Participação Especial        | TVI   |
| 2004 - 2005 | Inspetor Max                   | Sofia                             | Participação Especial        | TVI   |
| 2005        | O Clube das Chaves             | Marília                           | Elenco Adicional             | TVI   |
| 2005 - 2006 | Camilo em Sarilhos             | Vanda                             | Elenco Adicional             | SIC   |
| 2005 - 2006 | Camilo em Sarilhos             | Maria José                        | Elenco Adicional             | SIC   |
| 2007        | Aqui Não Há Quem Viva          | Inês                              | Participação                 | SIC   |
| 2006-2008   | Floribella                     | Magda Rebello de Andrade          | Elenco Principal             | SIC   |
| 2008 - 2009 | Rebelde Way                    | Sandra Fernandes                  | Elenco Principal             | SIC   |
| 2008        | Casos da Vida                  | Helena                            | Elenco Principal             | TVI   |
| 2008        | Liberdade 21                   | Doutora Marta                     | Participação                 | RTP1  |
| 2010        | Cidade Despida                 | Andreia                           | Elenco Adicional             | RTP1  |
| 2010 - 2011 | Morangos com Açúcar            | Alexandra Freitas                 | Elenco Principal             | TVI   |
| 2011        | Maternidade                    | Eva                               | Elenco Adicional             | RTP1  |
| 2012        | Ela Por Ela                    | Joana Cardoso                     | Protagonista                 | TVI   |
| 2013        | Depois do Adeus                | Joana Moreira                     | Elenco Principal             | RTP1  |
| 2013        | Bem-Vindos a Beirais           | Lena                              | Elenco Adicional             | RTP1  |
| 2013        | Mundo ao Contrário             | Salomé Jardim Malta               | Elenco Principal             | TVI   |
| 2014 - 2015 | I Love It                      | Joana                             | Elenco Adicional             | TVI   |
| 2014 - 2015 | Água de Mar                    | Verónica Assis Barahona           | Elenco Principal             | RTP1  |
| 2015        | Jardins Proibidos              | Maria do Carmo Perestrelo         | Elenco Principal             | TVI   |
| 2016        | A Única Mulher                 | Valéria                           | Elenco Principal             | TVI   |
| 2016 - 2017 | Mulheres Assim                 | Patrícia                          | Elenco Adicional             | RTP1  |
| 2017        | Ouro Verde                     | Vieira                            | Elenco Adicional             | TVI   |
| 2017        | Amor Maior                     | Doutora Rosário                   | Elenco Adicional             | SIC   |
| 2018 - 2019 | Alma e Coração                 | Deolinda Moura                    | Elenco Principal             | SIC   |
| 2019 - 2023 | Conta-me como Foi              | Amparo                            | Elenco Principal             | RTP1  |
| 2021        | Até que a Vida Nos Separe      | Maria João                        | Elenco Adicional             | RTP1  |
| 2021        | A Lista                        | Paula Lemos                       | Participação Especial (OPTO) | SIC   |
| 2022        | O Pai Tirano                   | Cândida                           | Elenco Principal (OPTO)      | SIC   |
| 2022 - 2023 | Por Ti                         | Alexandra «Xana» Pinho Ferreira   | Elenco Principal             | SIC   |
| 2023 - 2024 | Papel Principal                | Irene Guerra                      | Antagonista                  | SIC   |
| 2025        | A Herança                      | Luísa «Luisinha» Gouveia de Armas | Elenco Adicional             | SIC   |
| 2025        | Ninguém como Tu                | Margarida «Guida»                 | Elenco Principal             | TVI   |

Cinema
- Comboio da Canhoca
- A Raínha Margot
- Shejar
- Não Basta Ser Cruel
- Casting de Virgens, Operários e Prostitutas
- Gladiadores
- Vianna da Motta, Cenas Portuguesas
- A Suspeita
- Combate de Amor em Sonho
- Trilogia do Desencontro
- Debaixo da Cama
- Un homme presque idéal
- Anita na Praia
- O Quadrado das Bermudas

Frequentou a Oficina de Teatro com o grupo de teatro "Passagem de Nível" (Amadora) e tem o curso de Formação de Actores no Instituto de Formação, Investigação e Criação Teatral e o curso de Teatro pela Escola Superior de Teatro e Cinema. Em teatro, participou em várias peças como: Trilhos (1994), Os Gladiadores (1996), O Crime da Aldeia Velha (1997), Hedda Gabler (1998) e Orgia (1999). Em cinema participou em filmes como: La Reigne Margot (1993), Shejar (1995), Viana da Motta (1999), Combat d'Amour en Songe, Comboio da Canhoca (2002), L'Homme Ideal (2002).